# 反形式主義的ラヨーク
『反形式主義的ラヨーク』作品78Bは、ショスタコーヴィチが作曲した小諷刺音楽で、4部重唱、合唱、ピアノのために作曲された一種の世俗カンタータである。

## 内容
題名はムソルグスキーの諷刺音楽『ラヨーク』にちなんでいる。ソ連の芸術界に吹き荒れた1948年の「ジダーノフ批判」を愚弄するもので、ジダーノフの演説や、スターリンの愛したグルジア民謡「スリコ」が引用され、自国の歴史的な作曲家の氏名さえ正しく発音できない官僚などが短二度音程で「HA!HA!HA!HA!HA!HA!」と槍玉に挙げられている。
作曲年代や作曲の意図については不明確なことが多い。作曲者の友人イサーク・グリークマン（Isaak Glikman）や遺族によると、1948年に着手され、その後も1957年から1960年代に改訂されたという。一方、ショスタコーヴィチの友人を自称するレフ・レベディンスキーは、1957年作曲説を唱え、自分が台本作者であると主張している。ショスタコーヴィチの生前は、肉親やごく親しい友人の前でしか演奏されなかった。公開初演は、1989年1月12日にムスティスラフ・ロストロポーヴィチの指揮によって行われたが、このとき使われた版はレベディンスキーによる改訂版である。後年、NHKが制作したウラジーミル・アシュケナージを語り手とするドキュメンタリーで、この作品の部分が放送された。ショスタコーヴィチ新全集の序文には、この作品も収録されることが述べられている。
題名と内容の過激さのためか、旧全集には収録を見送られていたが、新全集にはコンピュータ出力による楽譜が新たに収録される予定である。